# That's Shanghai
That's Shanghai是一份在中华人民共和国出版的英文杂志，创刊于2004年。它由国务院新闻办公室主管，五洲传播出版社主办以及出版。
截至2020年5月，That's Shanghai的发行量为62,500份，其中40%的读者是外籍人士。

## 外部鏈接
- that's Shanghai （页面存档备份，存于）